# جوليو سيرجيو
جوليو سيرجيو بيرتانيولي (بالبرتغالية:Júlio Sérgio Bertagnoli) الشهير باسم جوليو سيرجيو (مواليد 8 نوفمبر 1978 في ريبيراو بريتو - البرازيل) لاعب كرة قدم برازيلي يلعب حاليا لصالح نادي الدرجة الأولى روما الإيطالي منذ 2006 في مركز حارس مرمى .

## روابط خارجية
- جوليو سيرجيو على موقع الاتحاد الأوربي (الإنجليزية)
- جوليو سيرجيو على موقع قاعدة بيانات كرة القدم.إي يو (الإنجليزية)
- جوليو سيرجيو على موقع قاعدة بيانات كرة القدم.إي يو (الإنجليزية)
- جوليو سيرجيو على موقع Soccerbase.com (لاعب) (الإنجليزية)
- جوليو سيرجيو على موقع Soccerway.com (الإنجليزية)
- جوليو سيرجيو على موقع عالم كرة القدم.نت (الإنجليزية)
- جوليو سيرجيو على موقع كووورة
- جوليو سيرجيو على موقع AS.com (الإسبانية)